# Forschungsinstitut für Edelmetalle und Metallchemie

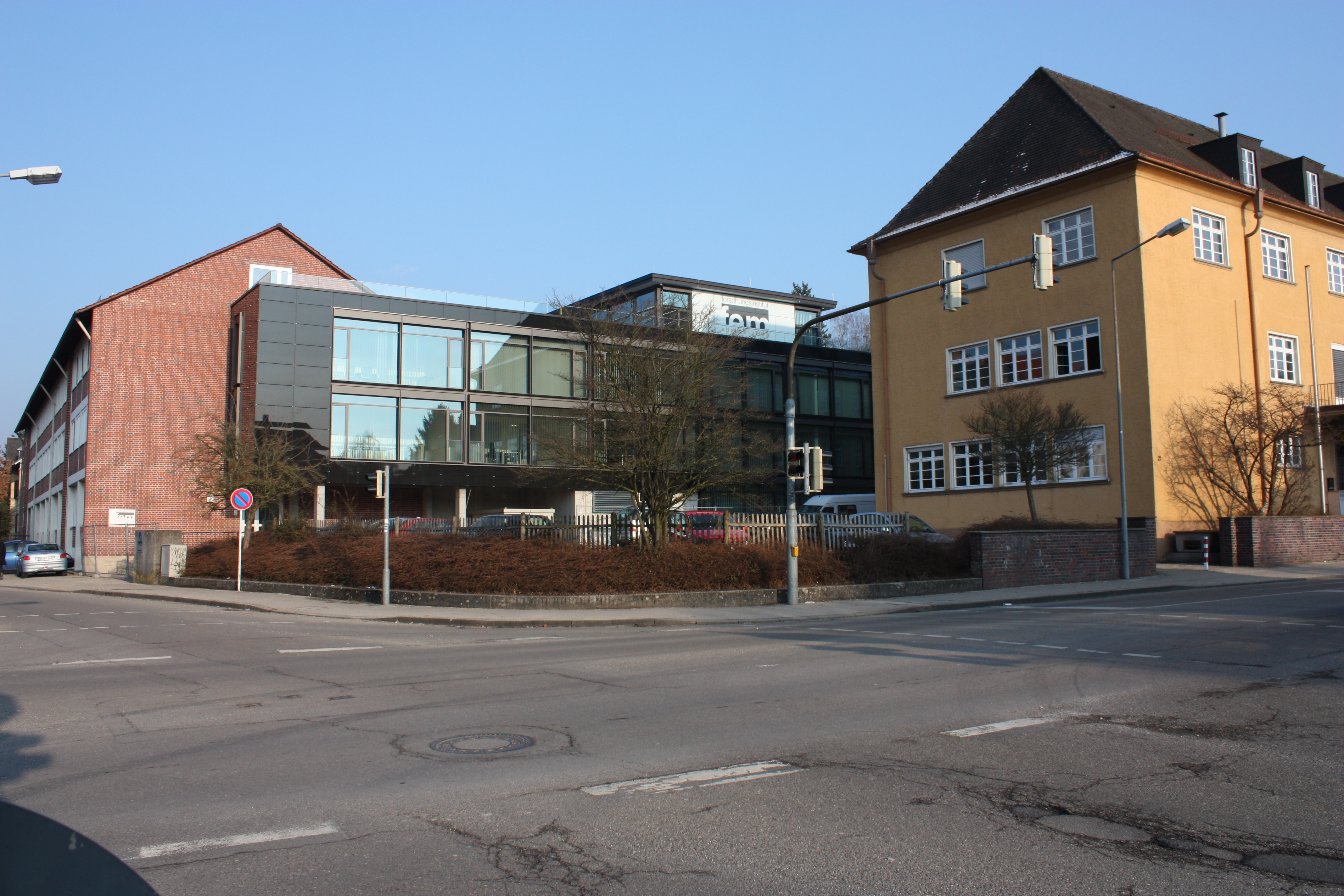
Das FEM von Westen

Das fem Forschungsinstitut ist ein 1922 gegründetes, unabhängiges Institut in Schwäbisch Gmünd für die Erforschung, Entwicklung und Analyse von metallischen Werkstoffen und Beschichtungen. Sämtliche Fragestellungen der Material- und Oberflächentechnik rund um den Werkstoff Metall werden bearbeitet. Schwerpunkte der Forschung sind Energietechnik (Wasserstofftechnik und Batterietechnik), additive Fertigung, intelligente Oberflächen sowie Rohstoff- und Ressourceneffizienz. Ziel der Arbeit sind innovative Lösungen für KMU und Industrie.
Träger des fem Forschungsinstituts ist der ebenfalls in Schwäbisch Gmünd ansässige Verein für das Forschungsinstitut für Edelmetalle und Metallchemie e. V.
Der Standort Schwäbisch Gmünd knüpft an die dortige bedeutende Tradition der Gold- und Silberverarbeitung an.

## Geschichte
Im Oktober 1922 nahm das „Forschungsinstitut und Probieramt für Edelmetalle“ seine Arbeit auf. In einer Zeit, als die Edelmetallindustrie in Schwäbisch Gmünd mit immensen materiellen und finanziellen Belastungen zu kämpfen hatte und dringend auf Unterstützung seitens der Wissenschaft angewiesen war. Schon damals zeichnete sich das Institut durch seine Unabhängigkeit und die anwendungsorientierte Forschung für Wirtschaft und Industrie aus.  Untergebracht wurde es in den Räumen der Staatlichen Höhere Fachschule für das Edelmetallgewerbe. Vier Jahre später wurde dort eine Galvanotechnische Musterwerkstätte eingerichtet.
1954 gehörte das fem Forschungsinstitut zu den Gründungsmitgliedern der AiF – Arbeitsgemeinschaft industrieller Forschungsvereinigungen „Otto von Guericke“ e. V. (heute AIF Allianz für Industrie und Forschung e.V.).
Nachdem sich das Forschungsinstitut etabliert hatte und auf dreißig Mitarbeiter angewachsen war, erfolgte 1958 der Umzug in den Neubau in der Katharinenstraße; hier befindet sich das Forschungsinstitut bis heute. Ab diesem Zeitpunkt kam es zur kontinuierlichen Vergrößerung des Instituts. Im Jahr 1965 kam die Abteilung Umweltanalytik hinzu, 1977 die Abteilung Aluminium-Oberflächentechnologie und 1989 die Abteilung Physikalische Oberflächen-
und Dünnschichttechnologie (PVD), die 2004 zur Abteilung Plasma-Oberflächentechnik und Materialphysik wurde.
Ebenfalls im Jahr 1989 zählte das fem Forschungsinstitut zu den Gründungsmitgliedern der European Academy of Surface Technology (EAST). 1996 wurde das fem Forschungsinstitut ein akkreditiertes Prüflabor.
2003 wurde das Institut erstmals baulich erweitert, 2011 folgte die Eröffnung eines weiteren Anbaus, dem sogenannten Applikationstechnikum. Durch den Abriss des benachbarten Gefängnisses am Amtsgericht Schwäbisch Gmünd wurde der Bau am Standort in der Katharinenstraße möglich. Nach 18 Monaten Bauzeit wurde im Oktober 2023 das Innovationslabor mit zusätzlichen 4500 m² Labor- und Bürofläche eröffnet.
Ernst Raub und sein Sohn Christoph J. Raub leiteten das Institut von 1934 bis 1995 und prägten die Geschichte und die Entwicklung des Institutes entscheidend. 1995 übernahm Hermann Jehn die Leitung, ab 2001 führte Andreas Zielonka bis 2022 die Geschäfte des Instituts. Seit 1. Januar 2023 ist Holger Kaßner Leiter des fem Forschungsinstituts.
Das fem Forschungsinstitut ist eingebunden in zahlreiche Verbände und beteiligt sich durch seine Mitarbeit in nationalen und internationalen Gremien und Fachausschüssen aktiv am wissenschaftlichen Diskurs, an der Gestaltung des Wissenstransfers von der Forschung in die Industrie oder auch am Entwurf neuer Normen. Das Institut gehört u. a. zu den zwölf unabhängigen Forschungsinstituten der Innovationsallianz Baden-Württemberg (innBW) sowie zur 2015 gegründeten Zuse-Gemeinschaft, der Deutschen Industrieforschungsgemeinschaft Konrad Zuse e. V.

## Arbeitsgebiete
Das fem Forschungsinstitut gliedert sich in sieben Abteilungen. In allen Arbeitsbereichen betreibt das Institut sowohl Grundlagenforschung als auch anwendungsorientierte Forschung und Entwicklung. Die Abteilungen Metallkunde und Elektrochemie zählen zu den Gründungsabteilungen. Über die Jahre kamen weitere Abteilungen hinzu: Leichtmetall-Oberflächentechnik, Plasmaoberflächentechnik und Materialphysik, Analytik, Elektrochemische Energiesysteme sowie Digitalisierung und KI.